# Chrysotoxum atratum
Chrysotoxum atratum är en tvåvingeart som beskrevs av Meijere 1921. Chrysotoxum atratum ingår i släktet getingblomflugor, och familjen blomflugor. Inga underarter finns listade i Catalogue of Life.